# Гиель, Эмануэль
Эмануэль Гиель (нидерл. Emanuel Hiel; 31 мая 1834, Дендермонде, Восточная Фландрия, Бельгия — 27 августа 1899, Схарбек, Бельгия) — фламандский поэт, педагог, издатель.

## Биография

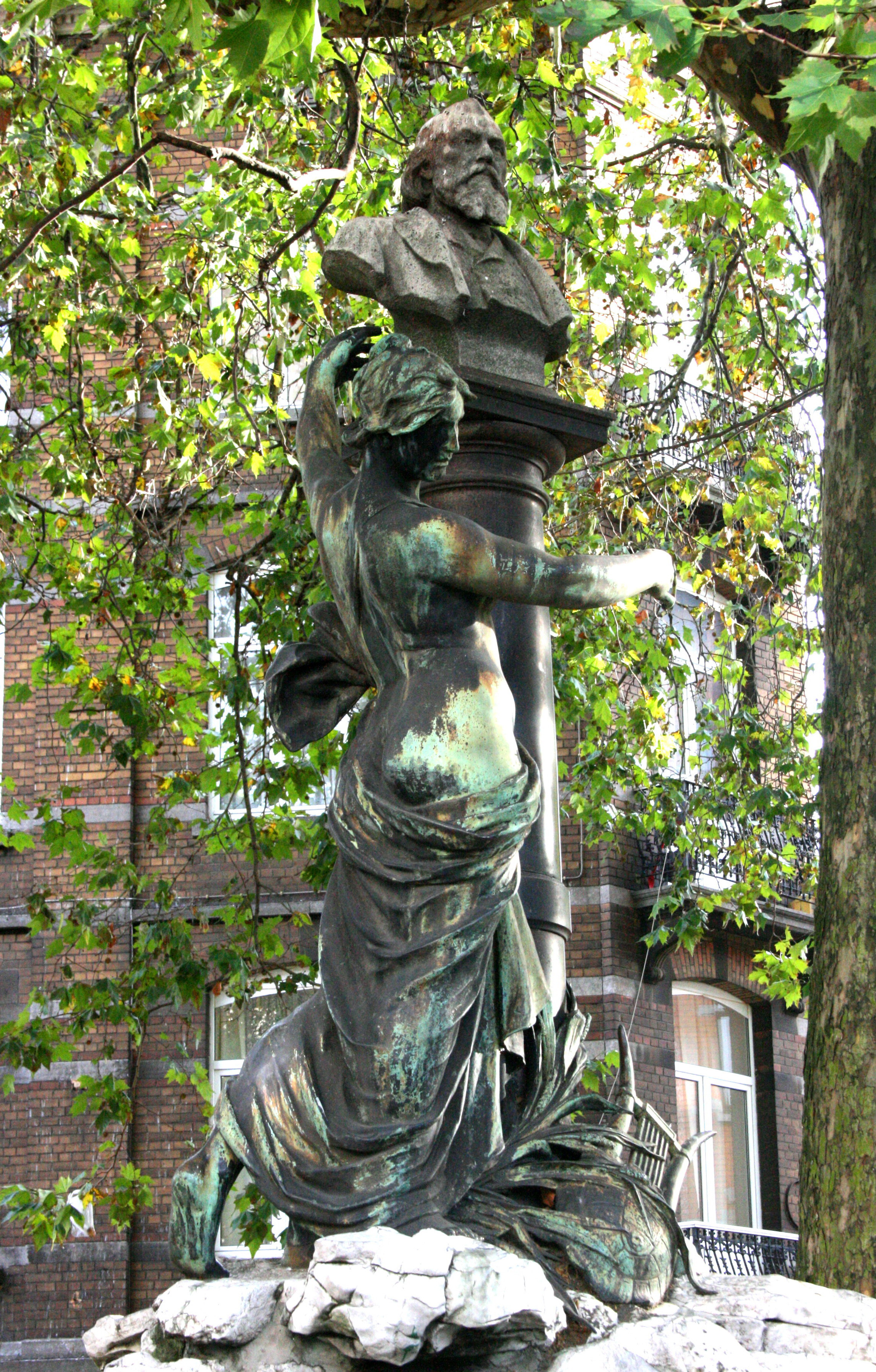
Бюст Э.Гиеля в Схарбеке

Учился в родном городе, где открыл книжный магазин, где торговал почти исключительно книгами на фламандском языке (Vlaamsche taal) в то время, когда он практически не был ещё признан.
Когда его магазин обанкротился, работал в Брюсселе, позже стал государственным служащим в Министерстве внутренних дел.
Был фабрикантом, книгопродавцем, издателем газет, библиотекарем в Промышленном музее и профессором декламации в Брюссельской консерватории.
Принимал активное участие в так называемом фламандском движении в Бельгии. Усилия Гиеля по противодействию валлонскому влиянию и сближению между нидерландцами на севере и сторонниками тевтонской расы за Рейном сделали его очень популярным у тех и других.
Во время Франко-прусской войны издавал «Duitsche Kriegsen Vaterlandsliedern», газету в германофильском духе.
Оказал влияние на творчество Петера Бенуа, который положил на музыку некоторые стихи Гиеля, особенно в своих ораториях.
Писал и переводил поэзию, сочинял поэмы, гимны, песни.
Лучшие из его произведений: «Nieuwe liedekens» (Гент, 1861), гимн «De Wind», песни «Lucifer» и «De Schelde», оратория «Prometheus» и др. Большим успехом пользуются его переложенные на музыку детские песни: «Liedern voor groote en kleine Kindern» (1875) и поэмы «Bloemcken» и «Bloemardine» (1877). Вышло собрание стихотворений Э.Гиеля «Volledige Dichtwerken» (1885).

## Избранные произведения
- Looverkens (1859)
- Nieuwe liedekens (1861)
- Gedichten (1863)
- Lucifer (1865)
- De wind (1865)
- De Schelde (1867)
- Gedichten (1868)
- De liefde in het leven (1870)
- Psalmen, zangen en oratoria's (1870)
- Gedichten (1874)
- Jan Borluut (1875)
- Bloemeken (1876)
- Hymnus aan de schoonheid (1882)
- Historische zangen (1885)
- Flandrialiederen voor ons volk (1886)
- Monodramen en andere gedichten (1893)
- Symfonieën en andere gezangen (1894)
- Droomerijen (1895)

- Эта статья (раздел) содержит текст, взятый (переведённый) из одиннадцатого издания «Британской энциклопедии», перешедшего в общественное достояние.